# Національний музей образотворчих мистецтв (Монтевідео)
Національний музей образотворчих мистецтв (ісп. Museo Nacional de Artes Visuales) — музей у Монтевідео (Уругвай).

## Історія
Музей був заснований в 1911 році під назвою Музей красних мистецтв на підставі закону 3932 від 10 грудня 1911 року. Перший час працював в лівому крилі театру «Соліс». По мірі розширення колекції музей кілька разів перебудовувався і розширювався. Протягом майже одинадцяти років (з 1952 по 1962 рік) музей був закритий. У даний час (2020 рік) музей розташований у парку Родо за адресою: авеніда Томаса Гірібалді, 2283, на перетині з авенідою Хуліо Еррера-і-Рейсіг. 
Музей має 5 виставкових зал:
- Зала № 1 (цокольний поверх) площею 152 м²
- Зала № 2 (цокольний поверх) площею 1015 м²
- Зала № 3 площею 110 м²
- Зала № 4 площею 634 м²
- Зала № 5 площею 570 м²

На цокольному поверсі будівлі знаходиться конференц-зал на 174 місця, який в основному призначений для проведення відеоконференцій. Музей також має спеціалізовану бібліотеку на 8000 томів.

## Колекція
Музейна колекція нараховує понад 6 тисяч творів мистецтва. У колекції найбільш широко представлені роботи уругвайських художників та скульпторів, у тому числі роботи Рафаеля Баррадаса, Хоакіна Торреса Гарсія, Хосе Кунео, Карлоса Федеріко Саеса, Педро Фігарі, Хуана Мануеля Бланеса. Представлені також роботи провідних зарубіжних митців, у тому числі Пабло Пікассо, Пауля Клеє, Франсиско Гойї, Едуардо Росалеса, Пабло Серрано.

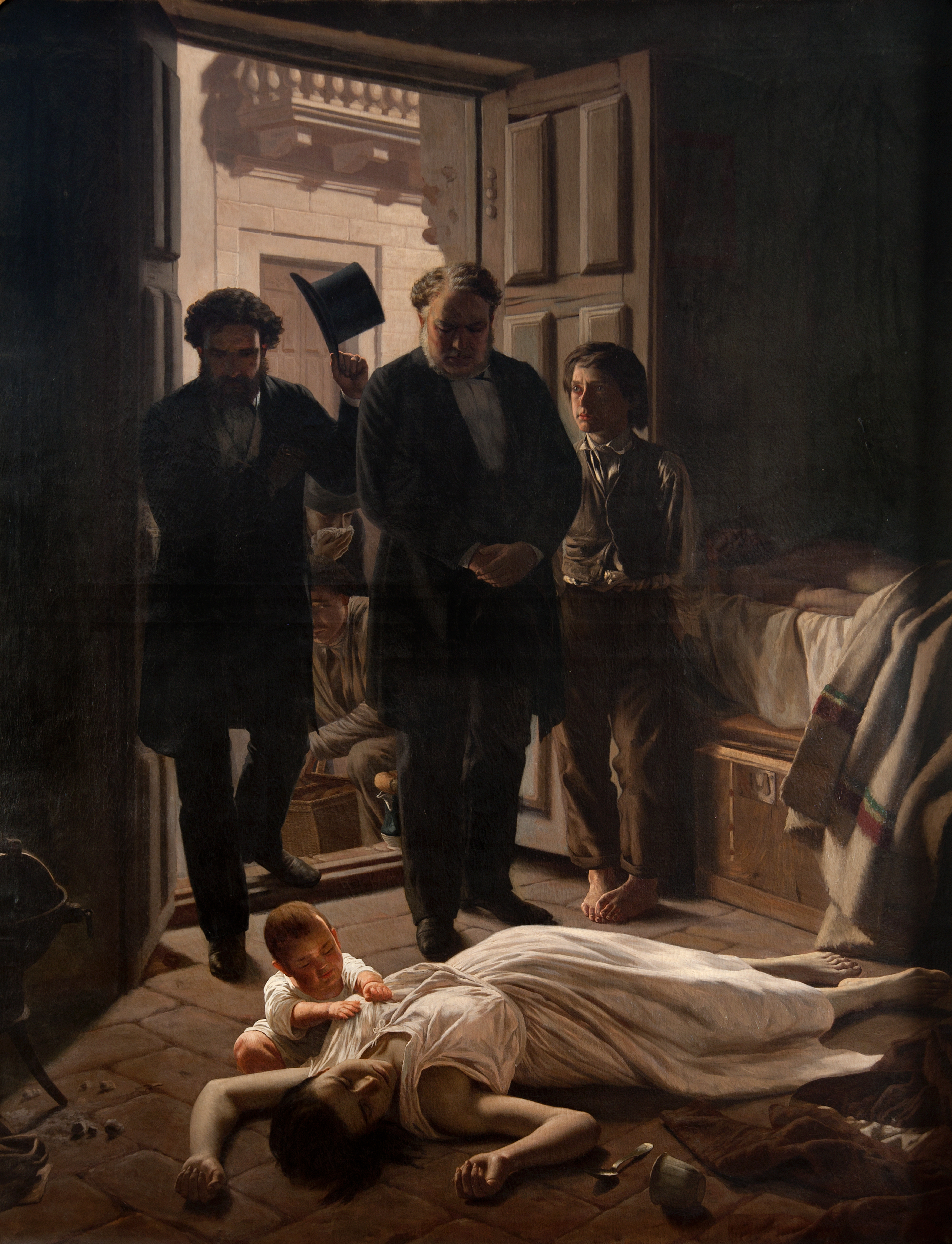
Хуан Мануель Бланес, «Епізод епідемії жовтої гарячки в Буенос-Айресі», 1871
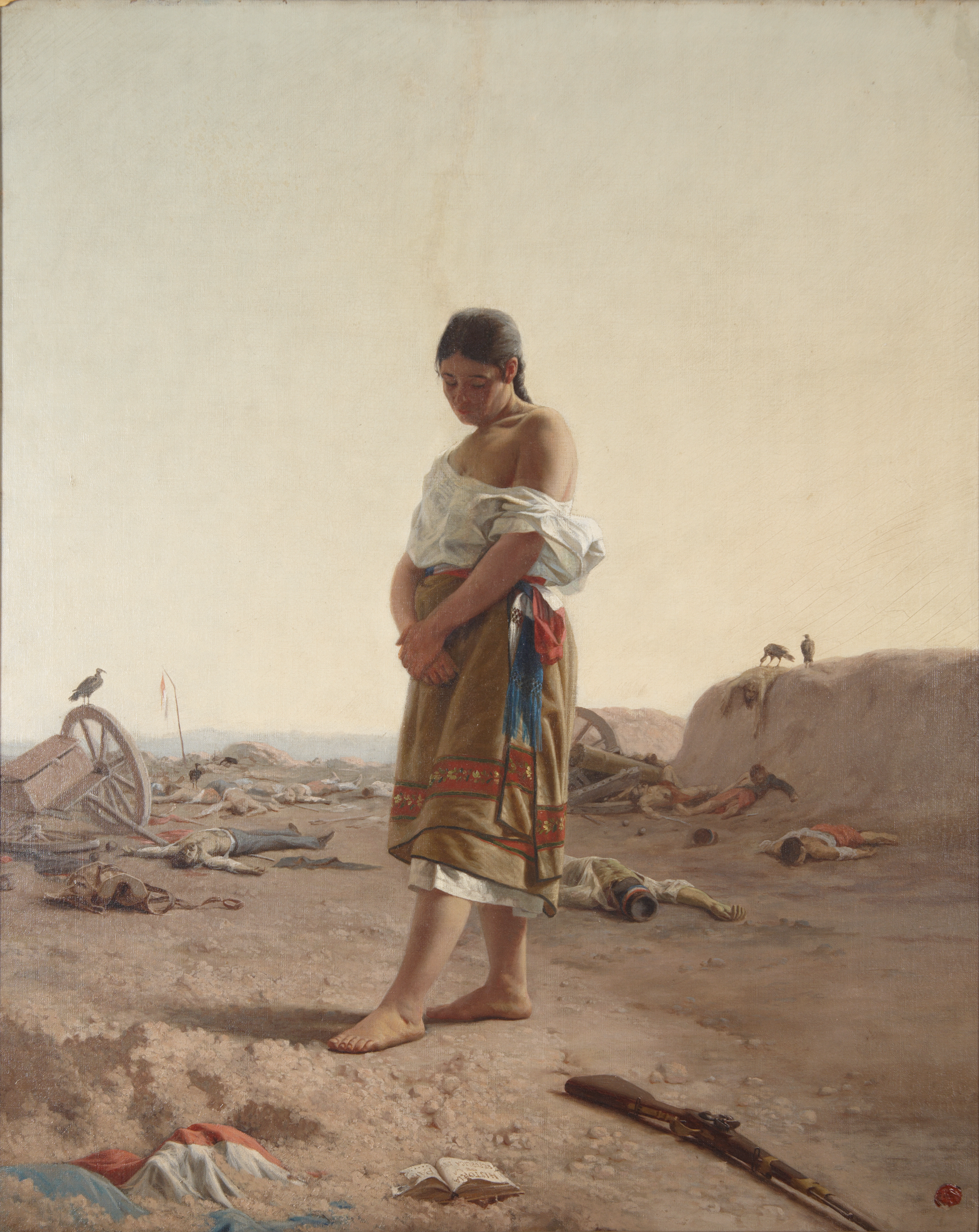
Хуан Мануель Бланес, «Парагвайка», 1879
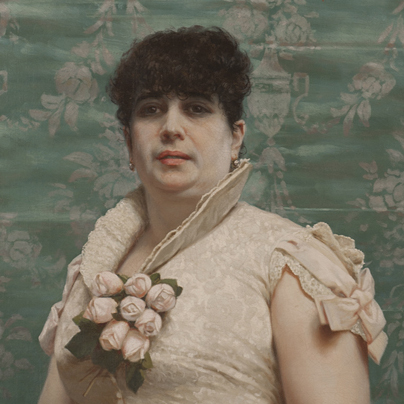
Хуан Мануель Бланес, «Карлота Фєррєйра», 1883
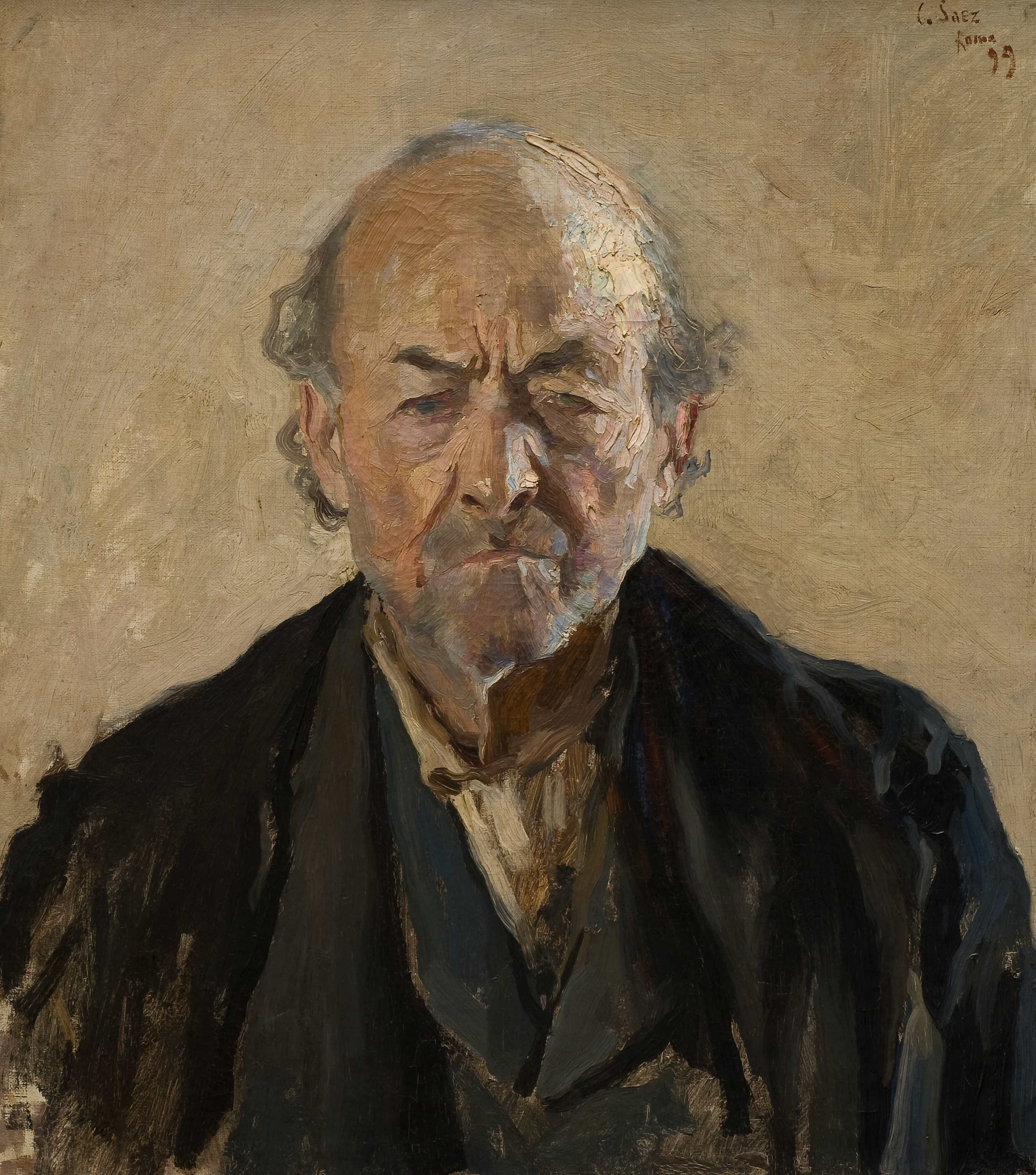
Карлос Федеріко Саес, «Голова старика», 1899
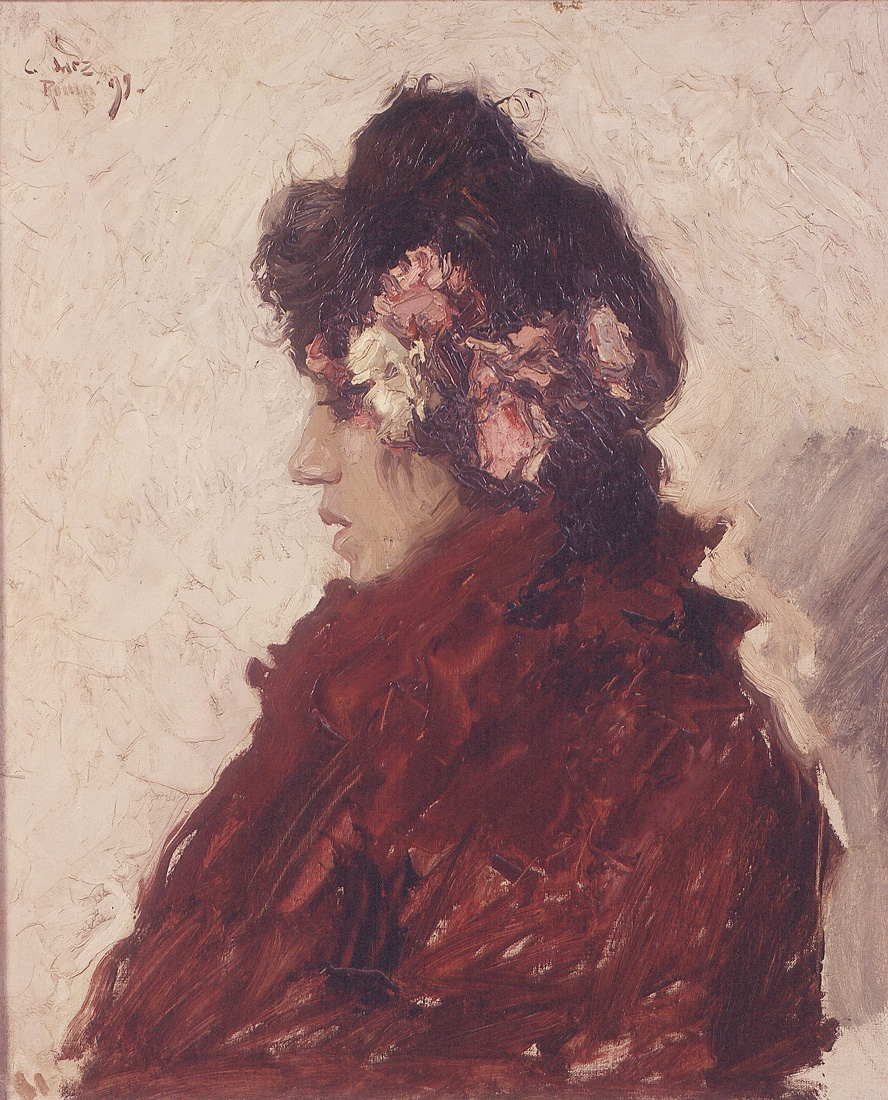
Карлос Федеріко Саес, «Студія», 1899
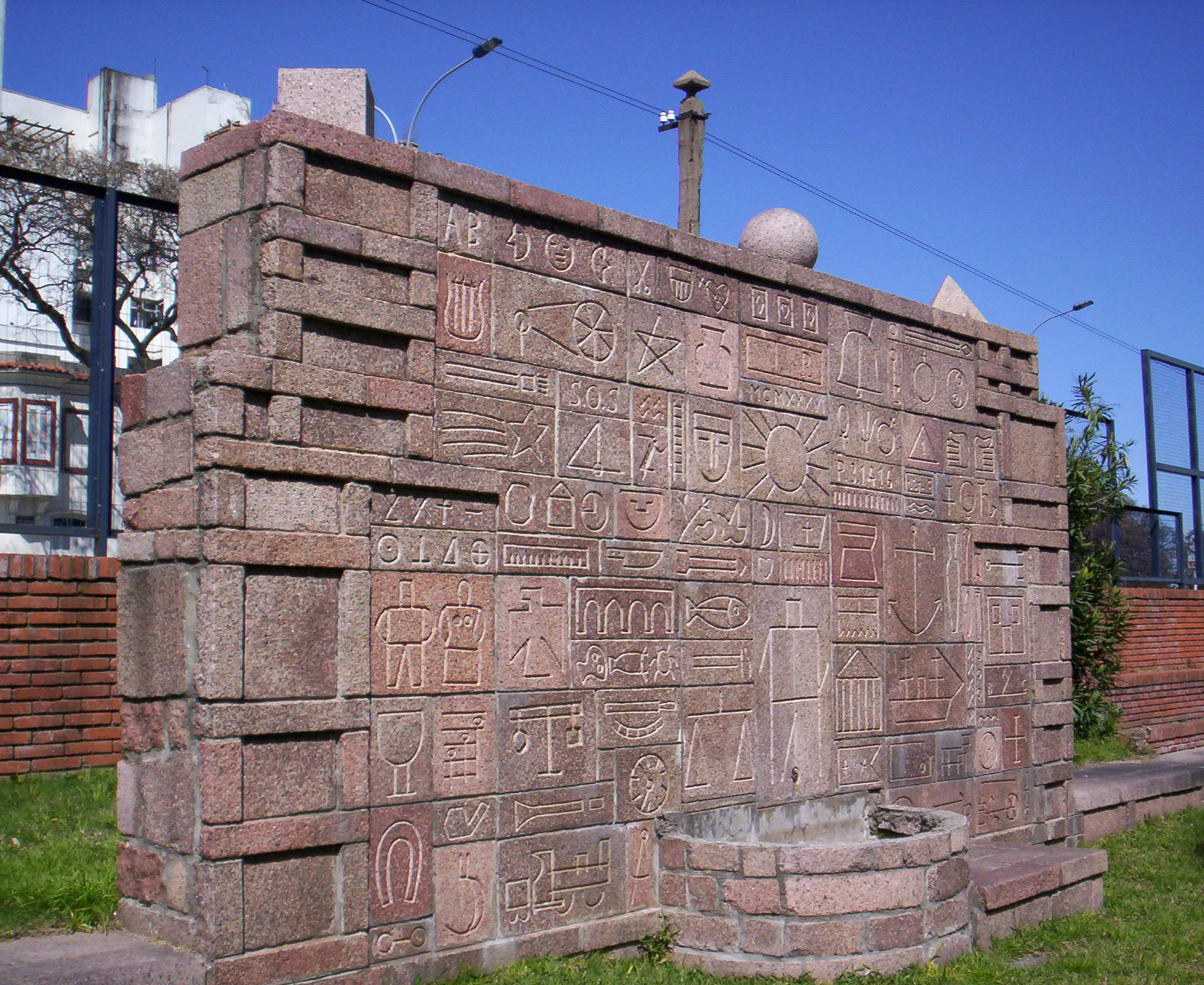
Хоакін Торрес Гарсія, «Космічна конструкція»

## Керівники музею
- Домінго Лапорте, 1911–1928
- Ернесто Ларош, 1928–1940
- Хосе Луїс Сорілья де Сан-Мартін, 1940–1961
- Муньос-дель-Кампо, 1961–1969
- Анхель Каленберг, 1969–2007
- Жаклін Лакаса, 2007–2009
- Маріо Саградініі, 2009–2010
- Енріке Агуерро, 2010 -